# Evariste
Evariste (auch Évariste) ist ein männlicher Vorname.

## Herkunft und Bedeutung
Evariste ist die französische Form von Evaristus, der lateinischen Variante des griechischen εὐάρεστος (euarestos), gebildet aus εὖ (eu) mit der Bedeutung „gut, wohl“ und ἀρεστός (arestos) mit der Bedeutung „gefällig“. Der Name bedeutet also „wohlgefällig“.

## Namensträger
- Évariste Boshab (* 1956), Politiker und Anwalt in der Demokratischen Republik Kongo
- Évariste Boulay-Paty (1804–1864), französischer Dichter der Romantik
- Évariste Carpentier (1845–1922), belgischer Maler des Post-Impressionismus
- Évariste Galois (1811–1832), französischer Mathematiker
- Évariste Régis Huc (1813–1860), französischer Entdecker und Missionar
- Évariste Kimba (1926–1966), kongolesischer Politiker, 1965 kurzzeitig Premierminister der Demokratischen Republik Kongo
- Évariste Lévi-Provençal (1894–1956), französischer Mediävist, Orientalist, Arabist und Islamwissenschaftler
- Évariste-Vital Luminais (1821–1896), französischer Maler
- Evariste Mertens (1846–1907), Schweizer Gartenarchitekt belgischer Herkunft
- Évariste Ndayishimiye (* 1968), burundischer Politiker und ehemaliger Generalmajor, seit 2020 ist er Präsident seines Landes
- Evariste Ngolok (* 1988), aus Kamerun stammender belgischer Fußballspieler
- Evariste Ngoyagoye (* 1942), burundischer Geistlicher, römisch-katholischer Erzbischof von Bujumbura
- Évariste Payer (1887–1963), kanadischer Eishockeyspieler
- Évariste de Parny (1753–1814), französischer Dichter
- Évariste de Valernes (1816–1896), französischer Maler

Zweitname
- Alexandre-Évariste Fragonard (1780–1850), französischer Maler und Bildhauer
- Pierre-Évariste Leblanc (1853–1918), kanadischer Politiker
- Ahmed Evariste Medego (* 1982), tschadischer Fußballspieler

### Familienname
- Peterson Evariste (* 1991), Fußballspieler der Turks- und Caicosinseln